# دلفین یونس
دُلفین یونــِس یا دلفین شامی (Grampus griseus) یکی از گونه‌های دلفین است.
این گونه، تنها گونه در سرده (جنس) گِردسَرها (Grampus) است.
دلفین یونس در سراسر جهان در آب‌های معتدل و گرمسیری زیست می‌کند و زیستگاه آن بیشتر در آب‌های ژرف و دور از کرانه است.
این دلفین برای نخستین بار در ایران در سال ۱۳۷۰ در سواحل دریای عمان بررسی علمی شد.

## مشخصات
فاقد پوزه دراز، فک بالا معمولاً بدون دندان، باله پشتی بلند، خمیده و نوک دار می‌باشد. رنگ بدن خاکستری تیره یا سیاه است که با بالا رفتن سن، رنگ حیوان خاکستری شده ولی باله‌ها همچنان تیره می‌مانند.
درازای دلفین یونس ۳ تا ۴ متر و وزن آن پیرامون ۴۰۰ تا ۴۳۰ کیلوگرم است.
دارای مجموعاً ۹ دندان است. این دلفین بر روی پوست خود خطوطی نامنظم دارد.